# What We Lose to Love
What We Lose to Love (Originaltitel: Yang Hilang dalam Cinta) ist eine indonesische Miniserie, die von Kharisma Starvision Plus und Cerita Films für die Walt Disney Company umgesetzt wurde. In Indonesien fand die Premiere der Miniserie am 30. Juli 2022 als Hotstar Original auf Disney+ Hotstar statt. Im deutschsprachigen Raum erfolgte die Erstveröffentlichung der Miniserie am 19. April 2023 durch Disney+ via Star als Original.

## Handlung
Satria muss den harten Tatsachen ins Auge blicken. In dem Hotel, in welchem er arbeitet, erblickt er nach langer Zeit seine Jugendliebe Dara wieder. Einst waren sie ein Paar und wollten ihre Beziehung auf die nächste Stufe heben, aber die Umstände zwangen sie, sich zu trennen. Nun steht Dara kurz vor ihrer Hochzeit mit Rendra, mit dem sie seit 5 Jahren zusammen ist. Von außen betrachtet scheint es eine gesunde Beziehung zu sein, jedoch leidet Dara sehr unter den unkontrollierten Wutausbrüchen von Rendra und der nächste große Streit lässt nicht lange auf sich warten. Kurze Zeit darauf verschwindet Dara spurlos. Für alle anderen ist sie wie vom Erdboden verschwunden, bis auf einen, Satria. Er kann sie sehen und mit ihr sprechen, aber für alle anderen ist sie buchstäblich unsichtbar. Satria ist nun der einzige Mensch auf der Erde, welcher Dara mit allen Sinnen wahrnehmen kann. Er hilft ihr unermüdlich. Auch wenn Dara unsichtbar ist, ist sie nicht unsterblich und schwebt oft in Gefahr. Außerdem versucht er, die Probleme von Dara zu lösen und sie in ihre ursprüngliche menschliche Gestalt zurückzubringen. Schnell tauchen Fragen nach dem Verbleib von Dara auf und auch für die beiden stellt sich die Frage, wie Dara in diesen Zustand geraten ist und wie und ob er wieder rückgängig gemacht werden kann. Eine außergewöhnliche Liebesgeschichte voller Mysterien beginnt.

## Besetzung

### Hauptdarsteller
| Rolle               | Schauspieler  |
| ------------------- | ------------- |
| Satria Satya Wiguna | Dion Wiyoko   |
| Dara Santini        | Sheila Dara   |
| Rendra Pratama      | Reza Rahadian |

### Nebendarsteller
| Rolle           | Schauspieler       |
| --------------- | ------------------ |
| Bima            | Dwi Sasono         |
| Rahayu          | Asri Welas         |
| Lena            | Maya Hasan         |
| Satria (jung)   | Zidane Khalid      |
| Dara (jung)     | Maisha Kanna       |
| Willy           | Daniel Mananta     |
| Seno            | Kiki Narendra      |
| Danny           | Donne Maulana      |
| Arif            | Gregory Prabowo    |
| Bob             | Almanzo Konoralma  |
| Sarah           | Arawinda Kirana    |
| Bagas Adi Putra | Ringgo Agus Rahman |
| Farhan          | Fazrie Permana     |
| Teo             | Alfath Kiting      |

## Episodenliste
| Nr. | Deutscher Titel                           | Originaltitel                      | Erstveröffentlichung (Indonesien) | Deutschsprachige Erstveröffentlichung (D/A/CH) | Regie         | Drehbuch                         |
| --- | ----------------------------------------- | ---------------------------------- | --------------------------------- | ---------------------------------------------- | ------------- | -------------------------------- |
| 1   | Jemand verschwindet                       | Dia yang Menghilang                | 30. Juli 2022                     | 19. Apr. 2023                                  | Yandy Laurens | Yandy Laurens & Suryana Paramita |
| 2   | Jemand weiß etwas                         | Dia yang Mengetahui Kebenaran      | 30. Juli 2022                     | 19. Apr. 2023                                  | Yandy Laurens | Yandy Laurens & Suryana Paramita |
| 3   | Jemand wartet auf den richtigen Zeitpunkt | Dia yang Menunggu Waktu yang Tepat | 6. Aug. 2022                      | 19. Apr. 2023                                  | Yandy Laurens | Yandy Laurens & Suryana Paramita |
| 4   | Jemand wendet sich ab                     | Dia yang Pergi                     | 6. Aug. 2022                      | 19. Apr. 2023                                  | Yandy Laurens | Yandy Laurens & Suryana Paramita |
| 5   | Etwas wächst von Neuem                    | Sesuatu yang Tumbuh Lagi           | 13. Aug. 2022                     | 19. Apr. 2023                                  | Yandy Laurens | Yandy Laurens & Suryana Paramita |
| 6   | Etwas wird offenbart                      | Sesuatu yang Terungkap             | 13. Aug. 2022                     | 19. Apr. 2023                                  | Yandy Laurens | Yandy Laurens & Suryana Paramita |
| 7   | Jemand trifft eine Entscheidung           | Dia yang Memilih                   | 20. Aug. 2022                     | 19. Apr. 2023                                  | Yandy Laurens | Yandy Laurens & Suryana Paramita |
| 8   | Etwas aus der Vergangenheit               | Sesuatu dari Masa Lalu             | 20. Aug. 2022                     | 19. Apr. 2023                                  | Yandy Laurens | Yandy Laurens & Suryana Paramita |
| 9   | Jemand gibt nicht auf                     | Dia yang Bersikeras A              | 27. Aug. 2022                     | 19. Apr. 2023                                  | Yandy Laurens | Yandy Laurens & Suryana Paramita |
| 10  | Jemand erinnert sich                      | Dia yang Teringat Sesuatu B        | 27. Aug. 2022                     | 19. Apr. 2023                                  | Yandy Laurens | Yandy Laurens & Suryana Paramita |
| 11  | Jemand gibt auf                           | Dia yang Melepas Segalanya         | 3. Sep. 2022                      | 19. Apr. 2023                                  | Yandy Laurens | Yandy Laurens & Suryana Paramita |
| 12  | Der innere Frieden                        | Yang Utuh dalam Diri C             | 3. Sep. 2022                      | 19. Apr. 2023                                  | Yandy Laurens | Yandy Laurens & Suryana Paramita |

## Musik
- „Raining Flowers“ – Gerald Situmorang feat. Monita Tahalea und Sri Hanuraga
- „Apa Mimpimu?“ – Ananda Badudu feat. Monita Tahalea
- „Tak Terima“ – Donne Maula feat. Sheila Dara Aisha
- „Hantu“ – Adhitia Sofyan
- „9 Tahun“ – Adhitia Sofyan